# Škoda 38T
Škoda 38T (позначення виробника ForCity Smart Rhein-Neckar-Verkehr) — серія низькопідлогових трамваїв, серії Škoda ForCity, що випускаються компанією Škoda Transportation для регіону Рейн-Неккар. 
RNT 2020 будуть експлуатуватися на всіх маршрутах, якими керує Rhein-Neckar-Verkehr GmbH (RNV), яка обслуговує трамвай Мангайма — Людвігсгафена в Німеччині , Гайдельберзький трамвай та транспортне сполучення між ними, і замінить трамваї, випущені в 1960-2000 рр.
Окрім вагонів 38T, компанія Rhein-Neckar-Verkehr також замовила інші похідні типи (36T, 37T), які разом позначаються перевізником як тип Rhein-Neckar-Tram 2020.

## Дизайн
Модель Škoda 36T є частиною модельної серії ForCity Smart, зокрема на основі моделі Artic. 
, і в рамках проекту RNT 2020 вона є похідною від моделі Škoda 36T. 
Шестисекційний трамвай складається з трьох односторонніх двосекційних зчленованих технічних вузлів (кожен з них має свій реєстраційний номер).
Крайні секції і дві середні змонтовані на одному двовісному поворотному шасі, передостанні секції спираються на пару поворотних шасі.
Вагон має низьку підлогу між зовнішніми візками, підлога над зовнішніми візками піднята і доступна двома сходинками. 
Кабіни водія розташовані з обох передніх частин вагону, доступ до них здійснюється через окремі двері. 
Обабіч трамвая є шість подвійних дверей (по одній в кожній секції).

Дизайн трамваїв серії RNT 2020 створений фінською студією «Idis Design». 

Шестисекційний тип 38Т довжиною 58,69 м — найдовший трамвай у світі, розрахований на колію 1000 м. 

## Поставки
У червні 2018 року «Škoda Transportation» виграла тендер на поставку 80 трамваїв (з опціоном ще на 34) для німецької компанії «Rhein-Neckar-Verkehr» (RNV), що керує трамвайною мережею в сусідніх містах Мангайм і Людвігсгафен-на-Рейні, трамвайною мережею в сусідньому Гайдельберзі та системою електрифікованих місцевих залізничних ліній, які сполучені з обома трамвайними системами. 
Усі колії RNV мають ширину колії 1000 мм, а трамваї із залізниці, прямують вулицями міста по трамвайних коліях у штатному режимі; таким чином вони є трамвай-поїзд. 
З 80 замовлених вагонів 31 — трисекційні 36T, 37 — чотирисекційні 37T і 12 — шестисекційні 38T. 

RNV спільно називають типом RNT 2020 (Rhein-Neckar-Tram 2020). 

Згідно з початковими домовленостями, перші вагони мали бути поставлені на початку 2021 року. 

Зовнішній вигляд замовлених трамваів RNV представив у жовтні 2018 року у вигляді моделі перших двох артикулів у масштабі 1:1. 
 
Однак наприкінці 2018 року дизайн інтер’єру піддався критиці різними ініціативами, які призвели до переговорів між RNV та «Škoda». 
Результати обговорень були представлені в січні 2019 року. 
Згодом відбулися значні конструктивні зміни транспортного засобу через безбар’єрність (спочатку фальшпідлога зі сходами мала бути над шасі в середній частині, а сходи були замінені похилими пандусами) і розташування дверей у зовнішніх секціях, було змінено розташування дискових гальм, а також були внесені інші незначні зміни (наприклад, розподіл кнопок і ручок в салоні). 
Таким чином виконання всього замовлення затягнулося на два роки. 

З нагоди урочистої передачі першого вагона 38T у вересні 2024 року перевізник оголосив про замовлення всіх 34 опціональних одиниць серії RNT 2020, але без уточнення кількості конкретних типів. 
Усі 114 замовлених вагонів RNT 2020 мають бути доставлені до кінця 2026 року. 

Виробництво трамваїв відбувається на заводі «Škoda Transtech» в Отанмякі, Фінляндія, з подальшим складанням на заводі «Škoda» в Пльзені. 

Першу пару технічних вузлів (№ 1501 і 1502), що утворюють перший вагон 38T, було доставлено до Німеччини наприкінці серпня 2024 р. 

Трамвай був прийнятий перевізником 12 вересня 2024 р. 